# Maryam Madjidi
Maryam Madjidi (Teherán, 9 de agosto de 1980) es una escritora de origen iraní, que escribe en francés, ganadora de varios premios por su novela Marx et la poupée, publicada en español con el título Marx y la muñeca (2018).

## Biografía
Originaria de Irán, Maryam Madjidi dejó su país en 1986. Su familia se instaló en Francia, en París y luego en Drancy. Comenzó a estudiar literatura en la Sorbona y escribió una tesis de maestría en literatura comparada sobre dos autores iraníes: el poeta Omar Khayyâm y el novelista Sadegh Hedayat.
Tras terminar los estudios, enseñó literatura y el idioma francés a estudiantes de secundaria. A la edad de veintitrés años, Madjidi decidió regresar a su país natal, lo que llevó a cabo durante el verano del 2003. Más tarde se estableció durante varios años en China y Turquía, donde enseñó FLE (francés como lengua extranjera) antes de regresar de nuevo a Francia.
Tan pronto como regresó a París, intervino en el centro de detención de Nanterre para enseñar francés a los reclusos. Desde febrero de 2016, trabaja como profesora de FLE a menores no acompañados para la Cruz Roja Francesa.
Dedicada a la escritura, aparece su primera novela, Marx et la Poupée en enero de 2017 publicada por Le Nouvel Attila. Desde su nacimiento hasta sus primeros años de exilio en Francia, la novela evoca la revolución iraní, el abandono del país y el alejamiento de su familia. En mayo de 2017, la obra recibió el premio Goncourt a la primera novela; más tarde el premio a la novela Étonnants Voyageurs de Ouest-France en junio del mismo año, así como el premio Soroptimist para el novelista francés 2018. La novela ha sido traducida a catorce idiomas.

### Compromiso político
Madjidi ocupó el octavo puesto en la lista del Partido Comunista francés, que lidera Ian Brossat, en las elecciones europeas de mayo de 2019. Al no ser miembro del PCF, se postuló en la lista como miembro de la sociedad civil.

## Obra
- Marx et la poupée, Le Nouvel Attila, coll. " Incipit », 208 p., 2017 ISBN 978-2371000438. Publicada en español por editorial Minúscula: Marx y la muñeca (2018). ISBN: 978-84-948366-0-2.
- Je m'appelle Maryam, L'École des loisirs, coll. " Mosca », 47 p., 2019. ISBN 9782211303668